# Гізелла Варга-Сінаї
Гізелла Варга-Сінаї (*нар. 1944) — сучасна угорська-іранська художниця.

## Життєпис
Походила з угорської родини Варга. Народилася у 1944 році в Будапешті. Отримала освіту у Відні в Akademie fur Angewandte Kunst. В Ірані, зокрема Тегерані, живе з 1967 року, коли вийшла заміж за відомого іранського режисера Хосрова Сінаї. Має 4 дітей.
У 1981—1987 році співпрацювала з художньою студією Моасера. Водночас працювала в Німецькій школі Тегерану (до 2003 року). У 2001 році з другою дружиною чоловіка Фарах Оссулі заснувала культурну групу «ДЕНА», що об'єднала 12 іранських художниць. В рамках цієї групи виставлялася в Ісфагані, Неаполі, Марбеллі, Будапешті, Лейдені, Брюсселі, Кокколі, Ґельсінкі, Римі, Осло, ПекініКракові, Абу-Дабі.
У 2003 році займається організацією та проведення семінарів з мистецтва в Ірані та закордоном. Натепер живе та працює у Тегерані.

## Творчість
Працює у вільному художньому стилі, так званому фрілансі. Її роботи виставлялися в Ірані, Європі, США, Туреччини, Пакистані, Канаді, Китаї та ін. Популярність здобули її цикли картин «З Заходу на Схід», «Відлуння мовчання», «Південь і його маски», «Янгол на стіні», «Мазендеран».